# Beatrix Potter
Helen Beatrix Potter, född 28 juli 1866 i South Kensington i London, död 22 december 1943 i Sawrey i Cumbria, var en brittisk författare, illustratör och naturvårdare. Potter är främst känd för sina barnböcker om olika djur, som Sagan om Pelle Kanin. Hon växte upp i ett hushåll i övre medelklassen, där hon skolades av guvernanter och var isolerad från andra barn. Hon hade många husdjur och tillbringade somrarna i Skottland och Lake District, vilket grundlade hennes kärlek till såväl landskap, flora som fauna, vilka hon noggrant observerade och målade. Potters studier och akvareller av svampar gjorde henne respekterad  inom mykologin. När hon var 35 år publicerade Potter själv den mycket framgångsrika barnboken Sagan om Pelle Kanin. Efter detta började Potter skriva och illustrera barnböcker på heltid. Sammanlagt skrev Beatrix Potter 30 böcker, de mest kända är hennes 23 sagor för barn.

## Biografi
Potter föddes som dotter till Rupert William Potter (1832–1914) och dennes hustru Helen Leech (1839–1932). Beatrix Potters föräldrar levde på arv; fadern var advokat men praktiserade inte yrket utan tillbringade sin tid på herrklubben, medan modern avlade visiter. Beatrix och den yngre brodern Bertram uppfostrades av guvernanter. Hennes farfar Edmund Potter utbildade sig vid Manchester College av filosofen James Martineau, en förfader till Catherine, hertiginna av Cambridge. Då Beatrix blev äldre blev hon ansvarig för hushållet och all intellektuell utveckling motarbetades i hemmet. En farbror försökte dock få in henne som studerande på Kungliga botaniska trädgårdarna i Kew, men hon antogs inte eftersom hon var kvinna.
På somrarna reste familjen till Skottland eller Lake District i nordvästra England, där Beatrix tecknade djur och växter. Hon ritade även av sina sällskapsdjur. När ett av hennes vänners barn, den femårige Noel, blev liggande sjuk i flera månader, skickade Beatrix tecknade sagor, bland annat om Pelle Kanin, i brev till honom. Åtta år efteråt frågade hon efter breven, som fanns bevarade. Hon kopierade bilderna, lade till några nya och gjorde en bok. Inget förlag ville ge ut den och därför gav hon ut den på egen bekostnad, i litet format. Boken utkom 1901 och blev en sådan framgång att barnboksförlaget Frederick Warne & Co då ville ge ut den.
Potters föräldrar tyckte att hon ägnade sig för mycket åt att skapa sina böcker i stället för att sköta hushållet åt dem, och även att hon tillbringade för mycket tid med brodern och hans familj. När hon skulle besöka förläggarens brorsdotter för att teckna av hennes dockskåp för en av sina böcker, förbjöd hennes föräldrar detta; hon var då 38 år. När hon senare ville förlova sig med Norman, en av bröderna i förlaget Warne, vägrade föräldrarna att ge sitt samtycke. Hon förlovade sig trots detta med honom. Norman Warne avled på grund av leukemi sommaren 1905, en månad efter att han friat till henne.
För en del av inkomsten från sina böcker köpte Beatrix Potter bondgården Hill Top Farm nära byn Sawney i Lake District. Hennes barndomsvän William Heelis var jurist och hjälpte henne med affärerna när hon några år senare köpte Castle Farm. Vid 47 års ålder gifte hon sig med Heelis, mot moderns vilja. De bosatte sig på en fårfarm nära Sawney i England, där hon tillbringade de resterande trettio åren av sitt liv med att illustrera flera barnböcker och samtidigt driva flera farmer tillsammans med maken. De levde tillsammans fram till Beatrix bortgång, den 22 december 1943. Hon var då 77 år gammal.

## Övrigt
Potter testamenterade sina ägor, inklusive de farmer hon köpt under sitt liv, till The National Trust i England. Anledningen var att hon ville bevara landsbygden och farmernas naturskönhet i befintligt skick även efter sin död. Idag är dessa ställen öppna för allmänheten att besöka.
Potter skrev 23 böcker mellan 1902 och 1930. Till många av sina berättelser om djur, exempelvis Pelle Kanin, hämtade hon inspiration från det natursköna Lake District. Figurerna i filmen Sagovärld (1971) är hämtade från dessa böcker.
Åren 1992–1998 visades en animerad serie världen över, Beatrix Potters underbara sagovärld, baserad på figurer ur Beatrix Potters omtyckta barnböcker. 
En långfilm baserad på hennes liv, Miss Potter, hade premiär 2006 med bland andra Renée Zellweger och Ewan McGregor.

## Eftermäle
Nedslagskratern Potter på planeten Venus och asteroiden 13975 Beatrixpotter är uppkallade efter henne.